# Kosmos 2310
Kosmos 2310, ruski navigacijski i komunikacijski satelit iz programa Kosmos. Vrste je Parus.
Lansiran je 22. ožujka 1995. godine u 04:09 s kozmodroma Pljesecka u Rusiji. Lansiran je u nisku orbitu oko planeta Zemlje raketom nosačem Kosmos-3M 11K65M. Orbita mu je 979 km u perigeju i 1.010 km u apogeju. Orbitna inklinacija mu je 82,94°. Spacetrackov kataloški broj je 23526. COSPARova oznaka je 1995-012-A. Zemlju obilazi u 105,00 minuta. Pri lansiranju bio je mase 825 kg. 

## Vanjske poveznice
- N2YO.com Search Satellite Database
- Celes Trak SATCAT Format Documentation (engl.)
- Kunstman  Arhivirana inačica izvorne stranice od 12. kolovoza 2019. (Wayback Machine) Satellites in Orbit (engl.)